# Денежная реформа в России 1993 года
Денежная реформа в России 1993 года была проведена в период с 26 июля по 31 декабря 1993 года.

## Цели реформы
Денежная реформа 1993 года преследовала цели укрощения инфляции и обмена оставшихся в обращении денежных знаков 1961—1992 годов на купюры нового образца. Реформа носила конфискационный характер в связи с тем, что был установлен ряд ограничений при обмене денежных знаков. Кроме того, реформа проводилась в период летних отпусков, что создавало дополнительные сложности для граждан. В этой связи Центральный банк Российской Федерации выпустил разъяснение о том, что обмен дензнаков с 1 октября 1993 года производится исключительно при предъявлении документов, подтверждающих невозможность обмена в установленные сроки. Данное ограничение было также направлено на борьбу с притоком рублёвых денежных знаков из бывших советских республик, поскольку центральные банки некоторых бывших союзных республик уже начали эмиссию национальных валют. Выпуск национальными банками с 1993 года национальных денежных знаков на пространстве бывшего союзного государства стал угрожать российской денежной единице тем, что старая денежная масса могла хлынуть в Российскую Федерацию. Выпускать наличные рубли мог только российский Центробанк, но при этом 14 независимых центробанков бывших союзных республик имели возможность выпускать рублевые кредиты, а также печатать собственные национальные валюты и их суррогаты, что они активно и делали, увеличивая приток выходящей из обращения денежной массы советского рубля в Россию.
В качестве официальных целей реформы были объявлены борьба с инфляцией, изъятие из обращения находившихся в обороте бумажных денег советского образца и решение задачи по разделению денежных систем России и других стран СНГ, использовавших рубль в качестве платёжного средства во внутреннем денежном обороте. На деле же 17 июля 1993 года Россия вышла из рублёвой зоны СНГ, рубль фактически 26 июля 1993 года как платёжное средство взаимосвязанной экономики СНГ прекратил своё существование, а правительство В. С. Черномырдина лишило Россию возможности контролировать всю денежную наличную эмиссию и экономику зависевших от неё республик рублёвой зоны. Безналичный рубль в расчётах между республиками также прекратил своё существование.
В Российской Федерации было принято решение о прекращении обращения на территории государства билетов Госбанка СССР и Банка России образца 1961—1992 годов и использовании в стране с 26 сентября 1993 года только банкнот образца 1993 года.
В отличие от предыдущей реформы 1991 года, когда банкноты номиналом 50 и 100 рублей образца 1991 года были введены в обращение одновременно с указом Горбачёва, билеты Банка России образца 1993 года впервые были введены в обращение в течение 6 месяцев перед фактическим стартом реформы (в период января—мая 1993 года). Основными отличиями от находившихся в обращении советских банкнот номиналом 100—1000 рублей и Банка России образца 1992 года была унификация дизайна аверса (изображение Сенатской башни с триколором и зданием бывшего 14 корпуса Кремля), смена цветовой гаммы, а также приведение дизайна реверса банкнот номиналом 100—1000 рублей в общую тематическую стилистику с банкнотами номиналом 5000 и 10000 рублей (смена основного рисунка на реверсе банкноты номиналом 100 рублей и разворот перспективы вида реверса на 180 градусов для банкноты номиналом 200 рублей). Последней серию дополнила банкнота номиналом 50000 рублей, введённая в обращение в мае 1993 года.
5 июля 1993 года была издана телеграмма ЦБ РФ, запрещавшая с 6 июля выпуск в платёжный оборот из касс банков государственных казначейских билетов СССР и билетов Государственного банка СССР образца 1961—1991 годов. При этом руководством ЦБ подчёркивалось, что это не означает отмены этих банкнот.

## Условия реформы

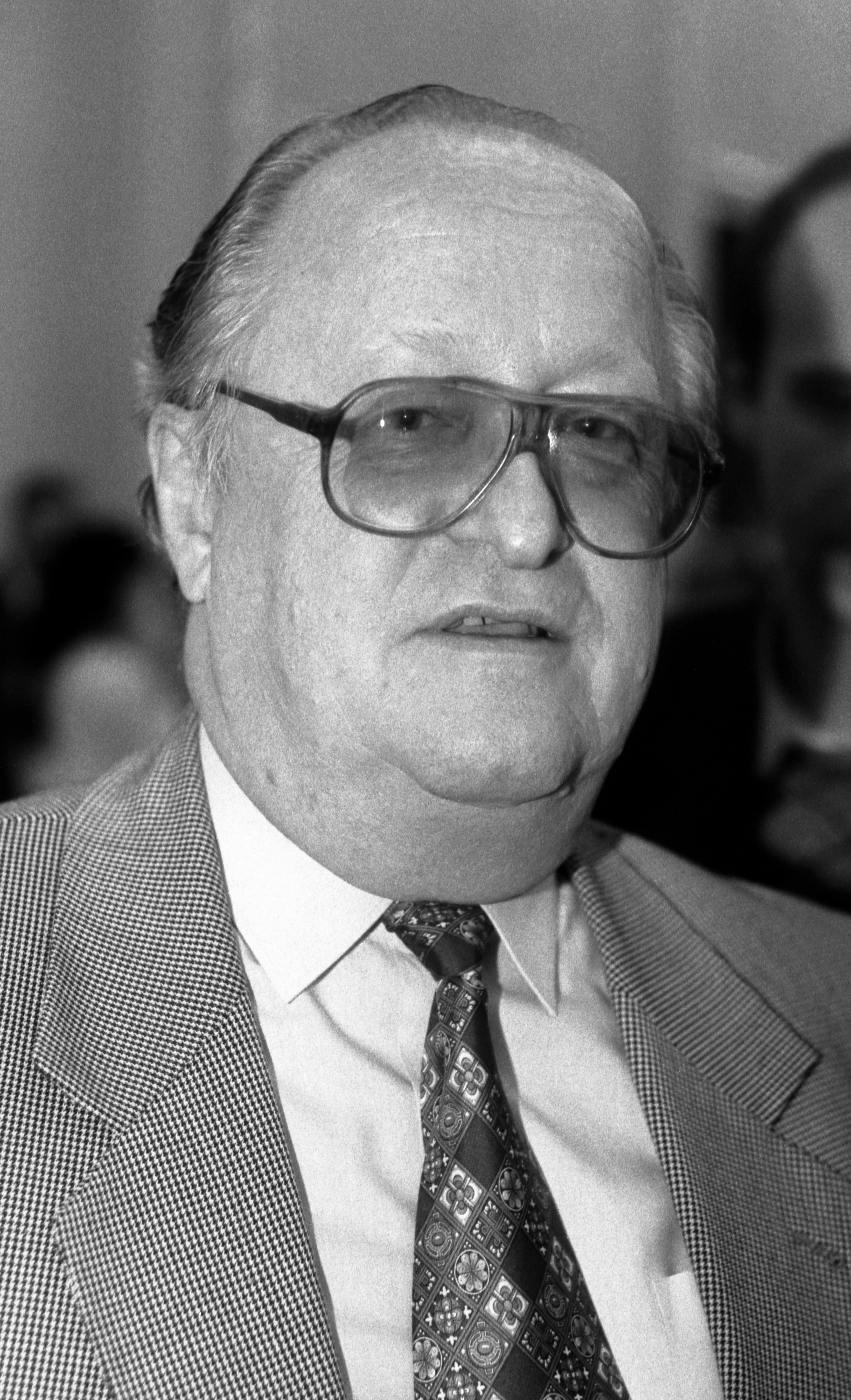
Председатель Центрального банка Российской Федерации в 1993 году — Виктор Геращенко

Условия денежной реформы были изложены в телеграмме Центрального банка Российской Федерации N 131-93 от 24 июля 1993 г. Телеграмма была подписана Председателем Центрального банка Российской Федерации Виктором Геращенко.
Центральный банк Российской Федерации в соответствие с Законом Российской Федерации «О денежной системе Российской Федерации» и Законом РСФСР «О Центральном банке РСФСР» в целях устранения множественной модификации денежных билетов одного достоинства в обращении и в связи с достаточностью в резервах банкнот и монеты Банка России образца 1993 года прекращает с нуля часов (по местному времени) 26 июля 1993 года обращение на всей территории Российской Федерации государственных казначейских билетов СССР, билетов Государственного банка СССР и банкнот Банка России образца 1961—1992 годов.
Первоначально лимит обмена был установлен в 35 тысяч рублей (в то время — примерно 35 долларов). Граждане России (согласно прописке в паспорте) могли обменять указанные суммы в течение двух недель, с 26 июля по 7 августа, в учреждениях Сбербанка России, о чём в паспорте ставился штамп. Суммы, превышающие 35 000 рублей, подлежали зачислению на срочные депозиты сроком на 6 месяцев.
В стране началась паника. 26 июля был издан указ Президента РФ № 1107, увеличивающий сумму принимаемых к обмену банкнот образца 1961—1992 годов до 100 тыс. руб. (около 100 долларов США в эквиваленте) на человека. Банкноты в 10 000 рублей образца 1992 года обменивались без ограничения суммы. Срок обмена продлевался до конца августа, в течение этого периода разрешалось использование в обращении купюр СССР в 1, 3, 5 и 10 рублей. 27 июля была издана телеграмма ЦБ, содержащая аналогичные положения.
В дальнейшем обмен был продлён до конца года, но было дано разъяснение, что с 1 октября обмен банкнот возможен только при предъявлении документов, подтверждающих невозможность обмена в более ранние сроки. С 16 ноября было дополнительно введено требование подтверждения получения денег до 26 июля, а также был прекращён обмен банкнот достоинством 5000 и 10 000 рублей и обмен денег гражданам государств ближнего зарубежья (за исключением беженцев).
Срок использования в обращении купюр в 1, 3, 5 и 10 рублей, продлённый первоначально до конца августа, позднее также был продлён до 31 декабря 1993 года. С 1 декабря был введён особый порядок их использования в обращении, предусматривавший запрет всем организациям, предприятиям и учреждениям выдавать из своих касс эти банкноты на любые цели, в том числе на сдачу.
Многие люди физически не успели обменять свои наличные сбережения, и эти деньги пропали.
Предприятия могли обменять наличные в пределах кассовых остатков на начало дня 26 июля и обязаны были сдать их в банк в течение банковского дня 26 июля. Сумма сдаваемых денег не должна была превышать лимит, установленный для кассы данной организации, и суммы торговой выручки, поступившей в кассу на конец дня 25 июля.
Монеты в рублях и копейках формально оставались законным платёжным средством до денежной реформы 1998 года.

## Результаты реформы
В ходе реформы 1993 года было изъято 24 миллиарда банкнот. На деле оно привело к серьёзным осложнениям с соседями, так как их валюты были привязаны к рублю. Центральному банку пришлось передать часть новых банкнот Казахстану и Белоруссии. Во второй половине 1993 года Россия пыталась договориться с соседями о создании рублёвой зоны нового типа, но только Белоруссия пошла на подписание соглашения об объединении денежных систем в будущем.
Одним из результатов реформы стал отказ от рубля и становление национальных валют в странах СНГ (хотя некоторое время после реформы рубли СССР, уже не принимаемые в России, активно использовались в денежном обращении стран СНГ).
Введение нового российского рубля пресекло неконтролируемую печать прежних денежных знаков за пределами России. По утверждению директора Банковского института ВШЭ Василия Солодкова, после распада СССР все бывшие союзные республики стали самостоятельно и неограниченно печатать советские рубли, которые в большом количестве поступали на российский рынок и вносили свой вклад в гиперинфляцию в России. Разделение национальных валют позволило российскому правительству более эффективно управлять денежной массой[уточнить].
«Хотели как лучше, а получилось как всегда»
Эта запоминающаяся фраза стала впоследствии одной из самых известных крылатых выражений, произнесённых Виктором Степановичем Черномырдиным, занимавшим пост премьер-министра Российской Федерации. Впервые прозвучала 6 августа 1993 года, во время пресс-конференции политика, рассказывавшего о том, как готовилась денежная реформа.